# Stazione di Sanguinetto
La stazione di Sanguinetto è una stazione ferroviaria posta sulla linea Mantova-Monselice. Serve il centro abitato di Sanguinetto.